# Süt
Süt är en turkisk långfilm från 2008 i regi av Semih Kaplanoglu.

## Handling
Yusuf har gått ut gymnasiet men har inte kommit in på något universitet. Hans stora passion är att skriva poesi och många av hans dikter har publicerats. Men några pengar tjänar han inte vare sig på sina dikter eller på mjölkförsäljningen som han och Zehra bedriver.
Yusuf oroar sig för framtiden och samtidigt har Zehra en hemlig affär.

## Om filmen
Filmen är den andra delen i en trilogi. De andra delarna är Yumurta och Honung.

## Rollista i urval
- Melih Selcuk - Yusuf
- Basak Köklükaya - Zehra
- Riza Akin - Ali Hoca
- Saadet Aksoy - Semra
- Serif Erol - Istasyon Sefi